# ديريك زيمرمان
ديريك زيمرمان (بالإنجليزية: Derrick Zimmerman)‏ مواليد 2 ديسمبر 1981 في مونرو، هو لاعب كرة سلة أمريكي سابق. بدأ مسيرته الاحترافية في سنة 2003. تم اختياره من قبل فريق غولدن ستايت ووريورز خلال الدرافت. يبلغ طوله 6 قدم 3 بوصة (1.9 م). اعتزل اللعب في 2014.

## المسيرة الاحترافية
لعب مع بروكلين نتس في سنة 2006، ثم لعب مع بروس باسكتس في الدوري الألماني في موسم 2006–2007، ثم لعب مع إس إس فليتشي سكاندون في الدوري الإيطالي في سنة 2007.

## روابط خارجية
- ديريك زيمرمان على موقع إن بي أي (الإنجليزية)
- ديريك زيمرمان على موقع سبورتس رفرنس (الإنجليزية)
- ديريك زيمرمان على موقع كرة السلة الأوروبية.كوم (الإنجليزية)
- ديريك زيمرمان على موقع كلية كرة السلة في سبورتس رفرنس.كوم (الإنجليزية)
- ديريك زيمرمان على موقع ريلجم (الإنجليزية)
- ديريك زيمرمان على موقع بروبوليرز (الإنجليزية)
- ديريك زيمرمان على موقع سبورتس رفرنس (الإنجليزية)
- ديريك زيمرمان على موقع سبورتس رفرنس (الإنجليزية)